# Gordon Hayward
Gordon Daniel Hayward (nascut el 23 de març de 1990 a Brownsburg, Indiana) és un jugador de bàsquet estatunidenc que pertany a la plantilla dels Charlotte Hornets de l'NBA. Amb 1,99 metres d'estatura, juga a la posició d'aler.
Hayward va assistir a l'Institut Brownsburg, on en el seu any sènior (2007-08) va ser inclòs en el millor quintet de l'estat i va liderar a Brownsburg al campionat estatal Indiana Class 4A. A la final del campionat, Hayward va anotar la cistella guanyadora en els últim segon per derrotar a l'Institut Marion per 40-39. Hayward va realitzar de mitjana 18.0 punts, 8.4 rebots i 3.6 assistències per partit en el seu any sènior i va ser nomenat Jugador de l'Any per l'Indianapolis Star. Més tard, Gordon va anar a la Universitat de Butler on va seguir jugant a basquetbol durant dos anys on va fer de mitjana 13.1 punts i 6.5 rebots, sent inclòs en el millor quintet de la temporada per ser finalment seleccionat per la selecció nacional dels Estats Units per jugar a la sub-19. Amb aquesta carta de presentació, Gordon Hayward va decidir presentar-se al draft de l'NBA del 2009.
Tot i que molts analistes el situaven entre la 13a i 16a posició, els Jazz van decidir seleccionar-lo a la posició número 9, doncs Jerry Sloan el volia al seu equip. Gordon va respondre durant la seva primera temporada a l'NBA, però la seva autèntica explosió es va produir a la següent temporada, on va augmentar de forma sorprenent els seus registres, i li va valdre per ser titular als Jazz a la posició d'escorta/aler.
El juliol de 2017 va acceptar la oferta dels Boston Celtics per jugar-hi la temporada 2017-2018.